# Tlaltizapán de Zapata
Tlaltizapán de Zapata är en kommun i Mexiko.   Den ligger i delstaten Morelos, i den sydöstra delen av landet, 80 km söder om huvudstaden Mexico City.
Följande samhällen finns i Tlaltizapán de Zapata:
- Tlaltizapán
- Colonia Palo Prieto
- Colonia Niños Héroes
- Colonia Echeverría
- Colonia 10 de Mayo
- Unidad Habitacional Número 1 Emiliano Zapata
- Colonia el Pochote